# Myoxocephalus quadricornis
Myoxocephalus quadricornis é uma espécie de peixe da família Cottidae.
Pode ser encontrada nos seguintes países: Canadá, Finlândia, Gronelândia, Noruega, Rússia, e Suécia.